# Oz语言
Oz是多范式编程语言，由Université catholique de Louvain的编程系统实验室开发，主要用于计算机编程语言的教学。它还提供相关语言教材《Concepts, Techniques, and Models of Computer Programming》。
Mozart Programming System是 Oz 语言的主要实现，由Mozart Consortium作为开源软件发布。目前Mozart已经被移植到了不同的操作平台，包括Unix, FreeBSD, Linux, Microsoft Windows, 和 Mac OS X。Mozart-Oz项目本身包括运行虚拟机MVM等，请见于Mozart2-GitHub。

## 语言特性
Oz大量借鉴了Haskell，Lisp，Prolog，C，Perl，Java等语言的特性。他包含绝大多数的主要编程范型，包括逻辑，函数式（包括惰性求值和及早求值）、指令式编程、 面向对象、约束编程、分布式以及并发计算等。Oz 的正式语法简单（详见下文提到的书中第 13 章）而实现高效.  Oz是一个面向并行编程的语言, 这个名词最开始是由 Erlang language的主要设计者 Joe Armstrong发明。面向并行的编程语言可以让并行变得容易且高效。Oz还支持一个标准的图形界面语言 QTk。
在支持多种编程范式的基础上，Oz 的主要优势来自于支持约束编程和分布式计算。同时受益于模块化设计，Oz 成功得被实现为一种网络透明的分布式计算模型。这种模型使得使用 Oz 编写开放的、可容错的应用变得简单。而在约束编程方面，Oz 引入了“计算空间（computation space）”的概念，从而使得用户定义的搜索和部署策略与约束领域相正交。

## 引用
1. ↑  . 2018年9月5日  [2023年5月25日].
2. ↑  . 2014-01-16  [2014-01-16]. （原始内容存档于2014-01-03）.
3. ↑  Mozart2-GitHub（页面存档备份，存于）